# 鳶ヶ巣城
鳶ヶ巣城（とびがすじょう）は、島根県出雲市西林木町にあった日本の城。出雲市指定史跡。

## 概要
二方を深い谷に囲まれた尾根筋に築かれた城郭で、宍道氏が拠った。大内氏の出雲侵攻後一時期宍道氏は追われたが、後の毛利氏の侵攻に従い再び入城した。その後、関ヶ原の戦いにより毛利氏が周防・長門二国に減封され、宍道氏もこれ従い廃城となった。
戦国時代当時、宍道湖は城下付近まで拡がっており、北山山脈地域及び宍道湖の水運を押さえる戦略上の要衝であった。
現在、城域一帯が鳶が巣城址公園として整備されている。
遺構として、山頂部に主郭を中心として放射状に曲輪が展開する他、山麓部には単純な構造ながらかなり広い曲輪群が存在しており、数次の改修の痕跡も含め、当城は、毛利氏の出雲侵攻・支配の際に、物資の集積・中継地としての機能や、兵員の駐屯地としての機能を強化されていったと考えられる。
毛利輝元らは、「尼子再興軍」との戦いで、尼子方の米原綱寛が籠もる高瀬城及びその支城群を攻撃する際に、当城を毛利軍の拠点の一つとして使用している。

## 沿革
- 永正年間、宍道久慶が築城し、金山要害城より本拠を移した。
- 1543年（天文12年）大内氏の敗退により、宍道氏が追われ尼子方が入城した。
- 1561年（永禄4年）毛利氏の侵攻に従った宍道隆慶・政慶父子が再び入城し改修した。
- 1570年（元亀元年）尼子再興軍討伐の為、毛利輝元らが入城。ここを拠点として、尼子方の高瀬城とその支城を攻撃した。
- 1600年（慶長5年）関ヶ原の戦いにより毛利氏が減封され、宍道氏もこれに従い廃城となった。
- 1960年（昭和35年）12月21日、市指定史跡となった。